# يوحنا بن ماسويه
أبو زكريا يحيى بن ماسويه (موسى) الخوزي طبيب عالم ومترجم مسيحي، أبوه سرياني وكان صيدلانياً في جنديسابور الأحواز ثم عمل طبيبًا في بغداد، أمّا أمه فكانت صقلبية، يعود له الفضل في تطور العديد من العلوم في العالم الإسلامي في العصر العباسي الأول.

## علاقته بالخلفاء
خدم الرشيد وخلفائه حتى المتوكل، حيث ولّاه الرشيد ترجمة كتب الطب القديمة التي وجدها المسلمون عند فتح بلاد الروم - وفي عهد المأمون صار رئيساً لبيت الحكمة. وكان ملوك بني هاشم لا يتناولون شيئاً من طعامهم إلا في وجوده.

## إنجازاته الطبية ومؤلفاته
قدّم عدداً من الإنجازات الطبية وتحديداً في علم التشريح، و كانت طريقته هي تشريح القردة ثم يطبق ما توصل له على الإنسان، وكان الخليفة المعتصم يساعده في الحصول على تلك القردة من بلاد النوبة.
من كتب ابن ماسويه المعروفة: النوادر الطبية، كتاب الأزمنة، وكتاب الحميَّات وكتاب عن دغل العين وكتاب بعنوان معرفة محنة الكحالين وقد ترجمت هذه الكتب وطبعت عدّة مرات.
وكذلك له في الطب العام مختصر في معرفة أجناس الطب وذكر معدنه وكتاب المنجي في التداوي من صنوف الأمراض والشكاوى، أما آثاره التي لم تطبع فأهمها: طبقات الأطباء، كتاب الكامل، الأدوية المسهلة، كتاب دفع مضار الأغذية، علاج الصداع، الصوت والبحّة، الفصد والحجامة، كتاب الفولنج، معرفة العين وطبقاتها، كتاب البرهان، كتاب الأشربة، كتاب الجنين، كتاب المعدة، كتاب الجذام، كتاب السموم وعلاجها، كتاب الماليخوليا، كتاب التشريح، كتاب الأزمنة.

## مواقف من حياته
كان يتمتع بخفة الظل، روي أنه اشتد عليه علة حتى يئس منها، ومن عادة النصارى إحضار من يئس منه أهله جماعة من الرهبان والقسيسين يقرأون حوله، ففعل له ذلك، فلما أفاق وهم يقرأون حوله، قال لهم : يا أولاد الفسق، ما تصنعون في بيتي؟ فقالوا له: كنا ندعو ربنا في التفضل عليك بالعافية. فقال لهم: قرص ورد أفضل من صلوات جميع أهل النصرانية منذ كانت إلى يوم القيامة، أخرجوا من منزلي. فخرجوا .

## وفاته
توفي ابن ماسويه في سامراء في جمادى الآخرة سنة 243 هـ 857 ميلادية، تاركاً ما يقرب من أربعين مصنفاً بين كتاب ورسالة.